# Broomfield Park
Pour les articles homonymes, voir Broomfield.
Le Broomfield Park est un ancien stade de football construit en 1892 et fermé en 1994, et situé à Airdrie, en Écosse.

## Histoire
Airdrieonians est fondé en 1878 et s'installe au Broomfield Park en 1892. Le célèbre pavillon est construit en 1907 et après avoir remporté la Coupe d'Écosse en 1923-24, le club fait construire la tribune principale adjacente au pavillon. 
Le record d'affluence est établi le 8 mars 1952 avec 24 000 pour un match de quarts-de-finale de Coupe d'Écosse entre Airdrieonians et Hearts.
L'éclairage nocturne a été installé en 1956 et un toit a été installé en face de la tribune principale. L'étroitesse du terrain (juste 61 mètres de large) ajoutée à la proximité des tribunes latérales donnait une ambiance particulière qui était redoutée par de nombreuses équipes visiteuses.
À partir de 1989, le club commence à envisager de quitter Broomfield Park et vend le terrain en 1993 à la chaîne de supermarché Safeway (en) bien qu'il n'y ait rien d'arrêté alors au sujet du nouveau terrain du club. 
Le dernier match joué à Broomfield Park a lieu le 7 mai 1994 et le club emménage alors au Broadwood Stadium de Cumbernauld, stade utilisé aussi par Clyde. Quatre ans plus tard, le club déménage pour l'Excelsior Stadium.